# Protina
Protina is een geslacht van rechtvleugeligen uit de familie sabelsprinkhanen (Tettigoniidae). De wetenschappelijke naam van dit geslacht is voor het eerst geldig gepubliceerd in 1879 door Brunner von Wattenwyl.

## Soorten
Het geslacht Protina  is monotypisch en omvat slechts de volgende soort:
- Protina guttulata (Brunner von Wattenwyl, 1879)